# Rochie de mireasă

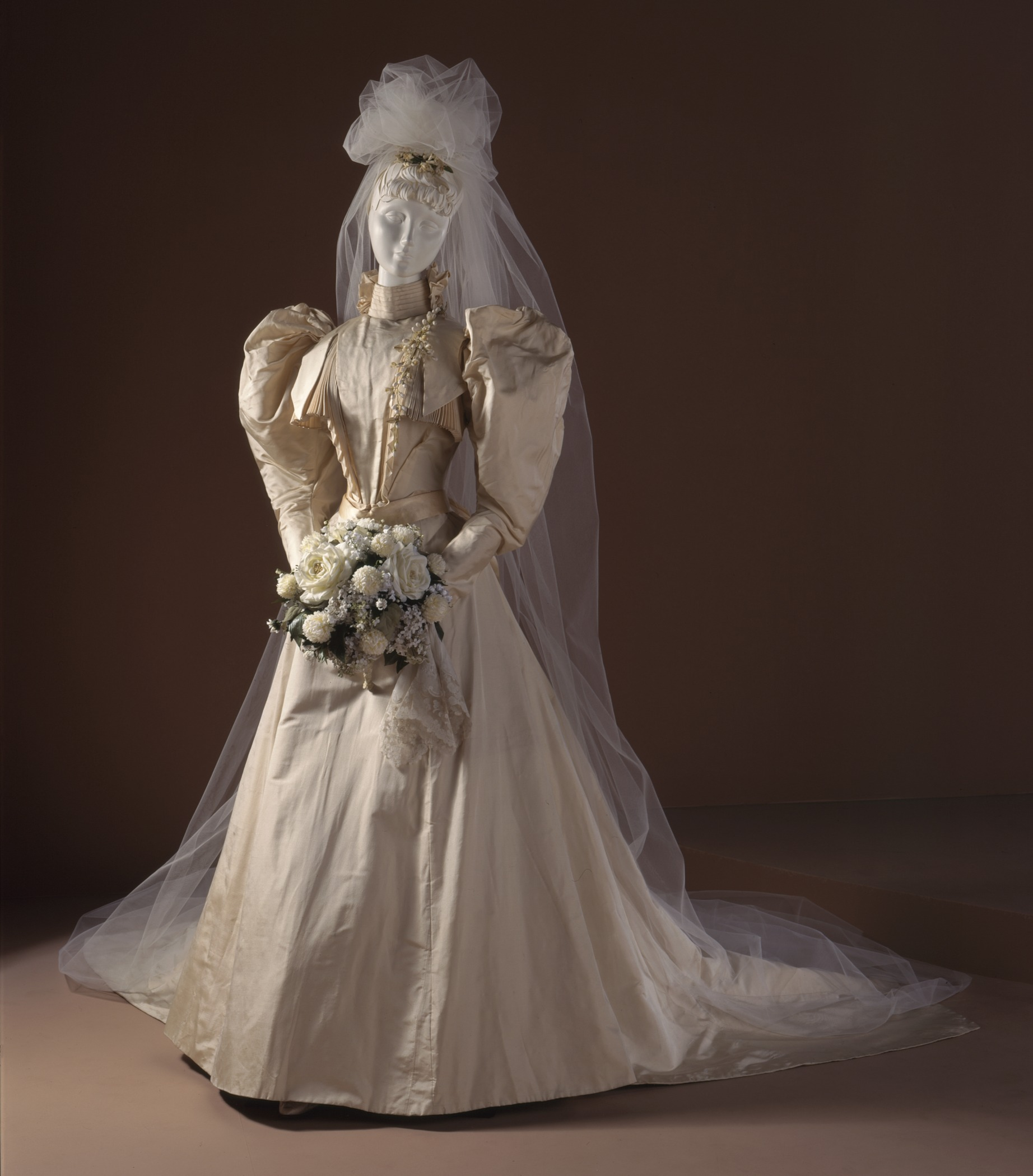
Rochie de mireasă din 1891

Rochia de mireasă este îmbrăcămintea purtată de mireasă în timpul ceremoniei de căsătorie, în cele mai multe culturi.

## Istoric
Rochia de mireasă albă a apărut cu cca 2000 de ani în urmă, când miresele din Egiptul antic purtau mai multe rânduri de drapaje din materiale simple. Albul era culoarea de sărbătoare în Grecia, de aceea mireasa alegea rochia albă la nuntă ca un simbol al bucuriei.La nunțile romane miresele îmbrăcau rochii simple, albe, din materiale subțiri, moi, aducând astfel tribut lui Hymen, zeul fertilității și căsătoriei, despre care se credea că iubește în mod deosebit culoarea alb. Ceea ce este special pentru miresele din acele timpuri atât romane cât și elene este că fețele le erau acoperite cu voaluri colorate ca semn al supunerii și devotamentului față de viitorul soț. În secolele XV-XVI apare unul dintre primele documente oficiale care amintesc de rochia de mireasă albă a Annei de Bretania la căsătoria sa cu regele Louis al XII-lea al Franței. Margaret Tudor, fiica lui Henry al VI-lea, s-a căsătorit îmbrăcată într-o rochie de damasc alb tivită cu roșu-stacojiu - culoarea tradițională a familiilor regale. În anul 1612 prințesa Elisabeta, fiica lui James I, a purtat o rochie argintie, brodată cu perle, fir de argint și pietre prețioase. Începând cu secolul al XVIII-lea și până la jumătatea secolului al XIX-lea ținuta de nuntă devine mult mai bogată și complicată, miresele care aparțineau caselor regale alegeau materiale scumpe, culorile preferate fiind argintiu cu roșu. Victoria I a Regatului Unit a purtat, la nunta sa din 1840, o rochie albă din satin împodobită cu flori de portocal și dantelă delicată, această rochie fiind un model pentru generațiile viitoare. La începutul secolului XX rochiile de mireasă erau legate de stilul victorian al rochiei de mireasă albă cu mâneci lungi, voal lung din cap până în picioare și de gulerul înalt ce îmbracă în întregime gâtul. Atunci pentru prima dată creatorii și producătorii de îmbrăcăminte confecționează pentru mirese serii mici de rochii „la gata”.

### În prezent
La începutul secolului, aproximativ 75% din rochiile de mireasă de pe piață erau fără mâneci și fără bretele. Alte mirese preferă stiluri mai modeste, cu mâneci, decolteuri mai înalte și spatele închis. Majoritatea rochiilor de mireasă moderne au legături la spate sau un fermoar. Rochiile de mireasă pot fi, de asemenea, lungi sau scurte, în funcție de tipul de nuntă. Multe rochii de ceremonie occidentale sunt împrumutate din costumele rituale creștine. Prin urmare, a fost nevoie să se reducă expunerea pielii. Ca răspuns la această tendință, mănușile albe lungi sunt adesea purtate cu rochii fără mâneci sau fără bretele. În ultimii ani, rochiile de mireasă în stil boho au câștigat popularitate.
Rochia de mireasă este, de asemenea, un simbol al închiderii unui spectacol haute couture, acest ritual a fost introdus de Christian Dior în 1950. În modă, este o mare onoare pentru un model să apară în cele din urmă în această ținută, așa cum este, de altfel, și deschiderea unei prezentări de modă, o mărturie a faimei sau a influenței, în imaginea Laetitia Casta, care a fost căsătorită de mai multe ori cu Yves Saint Laurent.

## Tipuri de rochii de mireasă
Rochiile de mireasă sunt de mai multe feluri în funcție de model:
- rochie de mireasă prințesă - cu corset și foarte voluminoasă în partea inferioară
- rochie de mireasă sirenă - ce urmează linia corpului în partea superioară până la genunchi după care devine evazată
- rochie de mireasă cu trenă - rochie ce se termină cu o trenă
- rochie de mireasă baby doll - rochiile mulate până sub sâni, iar apoi largi
- rochie de mireasă empire - este un tip de rochie regală, după cum îi spune și numele, cu talia ridicată, gen baby doll, imediat sub sâni, fusta este fluidă și cade imediat drept, nu foarte largă, dar lejeră, nemarcând talia în niciun fel
- rochie de mireasă tip A - partea de sus a rochiei urmează linia corpului, iar partea de jos are forma liniei A

## Cultura orientală
Multe rochii de mireasă din China, India, Bangladesh și Pakistan sunt roșii; o culoare tradițională indiană care simbolizează norocul și auspiciile. Rochiile de mireasă vietnameze (în forma tradițională aoc, străvechea Ao dai) erau de culoare albastru închis.
În zilele noastre, multe femei aleg alte culori decât roșu. La nunțile moderne din China continentală, mireasa poate alege rochii occidentale de orice culoare și poate purta un costum tradițional pentru ceremonia ceaiului de nuntă.

## Galerie

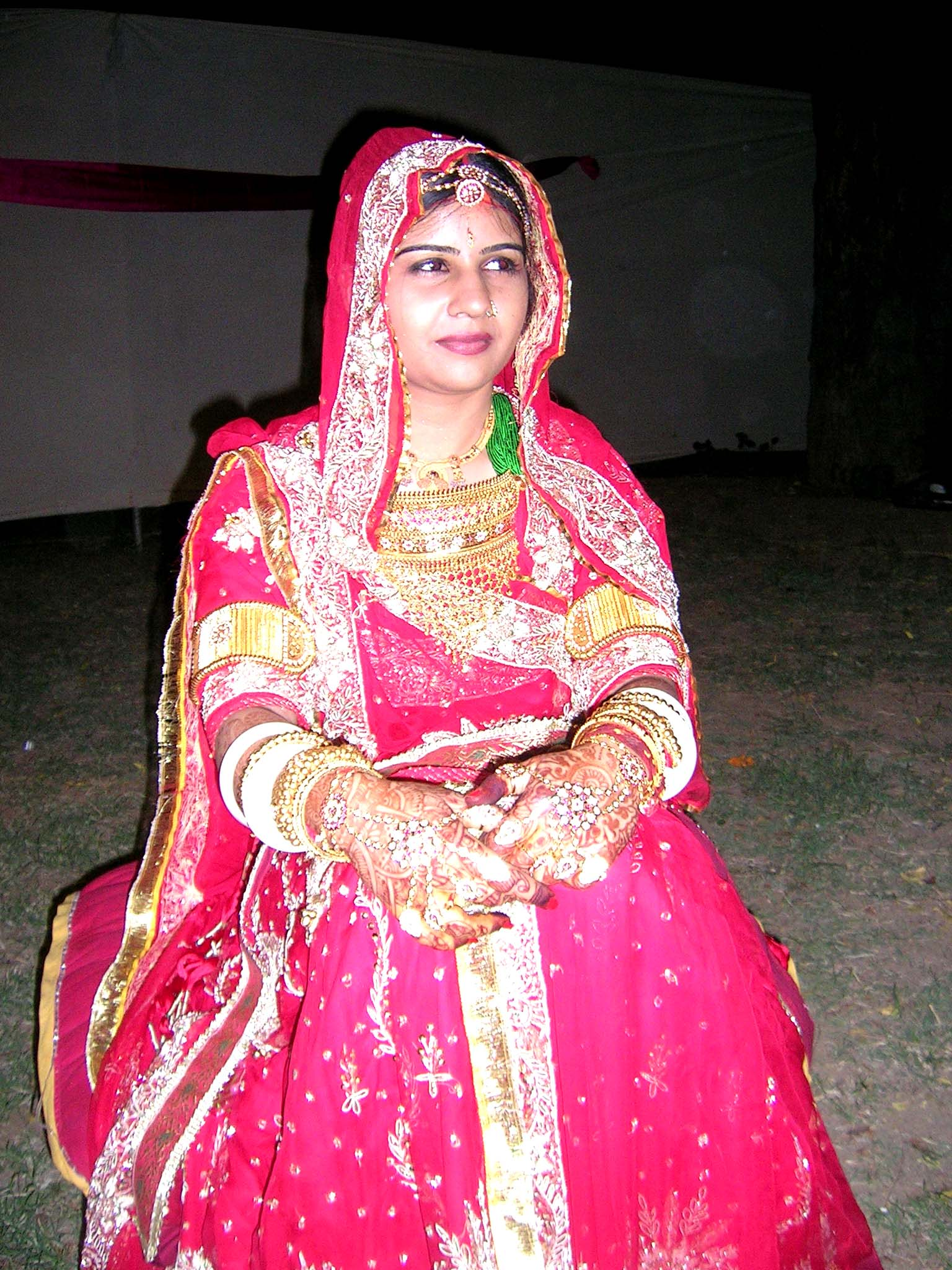
Rochie particulară de mirească (Lehenga)
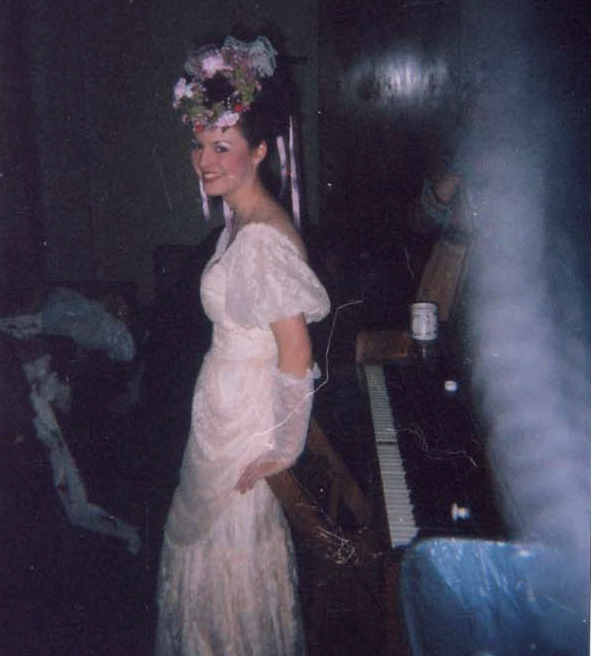
Rochie de modă veche